# Amphipyra distincta
Amphipyra distincta là một loài bướm đêm trong họ Noctuidae.